# Український засів (новий)

Обкладинка журналу

Український засів — харківський часопис української інтелігенції, який видавався з грудня 1992 року. Головний редактор — Ігор Бондар-Терещенко, а потім — Ольга Броннікова. Членом редколегії був Петро Ротач (1994–1998). Друк журналу припинено у 1998 році. Він був продовженням однойменного журналу «Український За́сів», який виходив у Харкові 1942—1943 року.